# CS Louhans-Cuiseaux
Club Sportif Louhans-Cuiseaux är en fransk fotbollsklubb från orterna Louhans och Cuiseaux. Klubben grundades 1970 efter en sammanslagning av Club Sportif Louhannais och Club de Cuiseaux.
Hemmamatcherna spelas på Stade du Bram som ligger i Louhans. Klubben spelar säsongen 2012/2013 i Championnat de France amateur 2, franska femtedivisionen.